# Новиков Борис Кузьмич
Бори́с Кузьми́ч Но́виков (13 липня 1925, станція Ряжськ-1, Рязанська губернія, РРФСР — 25 липня 1997, Москва, Росія) — радянський і російський актор театру і кіно, народний артист Російської Федерації (1994).

## Життєпис
Народився 13 липня 1925 року  на ст. Ряжськ-1 Рязанської губернії РРФСР.
Закінчив Школу-студію Ю. Завадського при Театрі ім. Моссовєта у Москві (1948), у 1944—1962 рр. грав в цьому ж театрі.
У 1963—1972 рр. — актор Московського академичного театру сатири.
Знімався з 1954 р. в кіно. Зіграв близько ста двадцяти ролей в кінофільмах, телеспектаклях і серіалах («Тихий Дон», «Донська повість», «Ад'ютант його високоповажності», «Тіні зникають опівдні» та ін.).
Актор яскравого комедійного таланту, майстер епізоду.
Знявся в ряді українських кінострічок.
Багато працював на озвучуванні мультфільмів («Дядя Миша» (1970), «Ми з Джеком» (1973), «Чарівне кільце» (1979, мужик на базарі), «Ну, постривай!» (1980, випуск 13), «Пригоди Васі Куролесова» (1981), «Каша з сокири» (1982), «Прибулець у капусті», «Прибулець Ванюша» (1989), «Ванюша і космічний пірат» (1991), «Ванюша і велетень» (1993) та ін.).
Найбільш відома «мультяшна» роль актора — листоноша Пєчкін у серії мультфільмів («Троє з Простоквашино» (1978), «Канікули в Простоквашино» (1980), «Зима в Простоквашино» (1984) за мотивами повісті «Дядя Федір, пес і кіт» Едуарда Успенського.
Помер від діабету 25 липня 1997 року в Москві, похований на Даниловському кладовищі.

## Фільмографія
- «За вітриною універмагу» (1955, хуліган)
- «Перші радощі» (1956, Шубніков)
- «До Чорного моря» (1957, міліціонер)
- «Незвичайне літо» (1957, Шубніков)
- «Дівчина з гітарою» (1958, Циплаков)
- «Поема про море» (1958)
- «Капітанська дочка» (1958, Максимич)
- «Тихий Дон» (1958, Митька Коршунов)
- «На графських руїнах» (1958, Хрящ, бандит)
- «Повість полум'яних літ» (1960, Мандрика)
- «Перше побачення» (1960, цирковий артист, товариш по чарці Смурова)
- «Випробувальний термін» (1960, черговий Воробейчик)
- «Друг мій, Колька!» (1961)
- «Цілком серйозно» (новела «Історія з пиріжками») (1961, завідувач відділом)
- «Битва в дорозі» (1961)
- «Козаки» (1961, Назарка)
- «Червоні вітрила» (1961, художник (в титрах не вказаний)
- «Павлуха» (1962, Фертов)
- «Бий, барабане!» (1962)
- «Полустанок» (1963)
- «Зустріч на переправі» (1963)
- «Донська повість» (1964, Іван Чубуков)
- «Пригоди Толі Клюквіна» (1964, міліціонер)
- «Дорога до моря» (1965, московський таксист)
- «Пакет» (1965, підпоручик Гибель)
- «Постріл» (1966, Кузька)
- «Житіє і вознесіння Юрася Братчика» (1967)
- «Сім старих та одна дівчина» (1968, Степан Петрович Бубнов, «старий»-сантехнік)
- «Ад'ютант його високоповажності» (1969, Ісаак Ліберзон, київський ювелір)
- «Кабачок „13 стільців“» (1969, пан Спеціаліст)
- «Суворі кілометри» (1969)
- «Любов Ярова» (1970, Костянтин Грозной)
- «Після ярмарку» (1972, Степан Криницький)
- «Тіні зникають опівдні» (1972, т/с; Тарас «Купи-продай», він же Юргін Ілля)
- «Нейлон 100 %» (1973)
- «Фитиль» (кіножурнал, 1974, вип. 148 «Наочний урок»)
- «На ясний вогонь» (1975)
- «День сімейного торжества» (1976, Федір Матвєєв)
- «Кадкіна всякий знає» (1976, кум)
- «Злочин» (1976, Кузьма Опанасович)
- «Є ідея!» (1977, Наришкін)
- «Смішні люди!» (1977, чиновник)
- «Дивна жінка» (1977)
- «Живіть в радості» (1978)
- «Уроки французької» (1978, дід Ілля)
- «Розклад на післязавтра» (1978, Степан Федорович, завгосп школи)
- «Батько і син» (1979, Порфирій Гнатович Ісаєв)
- «Клуб самогубців, або Пригоди титулованої особи» («Пригоди принца Флоризеля») (1979, генерал Венделер)
- «Мелодія на два голоси» (1980, Аскольдич, слюсар)
- «Слідство ведуть ЗнаТоКі» (Справа № 16 «З життя фруктів» (1981), Микола Старухін)
- «Гарно жити не заборониш» (1982, дядько Бодрова)
- «Дамське танго» (1983, дядько Яша)
- «Підліток» (1983, Петро Іполитович)
- «Таємниця „Чорних дроздів“» (1983, дворецький Кремп)
- «Пароль — „Готель Регіна“» (1983, Семен Соловейчик, кравець)
- «Білі Роси» (1983, Тимофій)
- «Божевільний день інженера Баркасова» (1983, опалювач)
- «Ще люблю, ще сподіваюся» (1985, Павло Петрович)
- «Таємна прогулянка» (1985, дід Ігнат)
- «Єралаш» (1985, вип. 52 «Просто жах»; джин Пахомич)
- «Єралаш» (1987, вип. 63 «Металобрухт»; майстер)
- «Осінні сни» (1987, Микита)
- «Нехай я помру, господи…» (1988, мужик з собакою)
- «Полювання на сутенера» (1990, «Хоттабич»)
- «Вбивство на „Жданівській“» (1992, сусід)
- «На Муромській доріжці» (1993, Ахмет, двірник)
- «Бажання любові» (1993, лихвар)
- «Твоя воля, Господи!» (1993, Єгор Кузьмич)
- «Повернення „Броненосця“» (1996) та ін.

Роботи в картинах українських кіностудій:
- «Блакитна стріла» (1958, лейтенант Дудник)
- «Повість полум'яних літ» (1960)
- «Мовчать тільки статуї» (1962)
- «Повернення Вероніки» (1964, Медовой)
- «Над нами Південний хрест» (1965, епіз.)
- «Острів юності» (1976, Степан)
- «Чекаю і сподіваюсь» (1980, однорукий дід)
- «Квіти лугові» (дід Кузьма)
- «Білий танок» (1981, Хома)
- «Трест, що луснув» (1982, бомбардир)

## Нагороди
- Медаль «За оборону Москви»
- Медаль «За доблесну працю у Великій Вітчизняній війні 1941—1945 рр.»
- Медаль «У пам'ять 850-річчя Москви»
- Звання "Заслужений артист РРФСР"
- Звання "Народний артист Російської Федерації"